# Premio Phoenix
Il Premio Phoenix (Phoenix Award in inglese) viene assegnato annualmente a un libro pubblicato venti anni prima in lingua inglese e che, al momento della pubblicazione, non abbia ricevuto premi importanti.
Il Premio Phoenix è stato fondato nel 1985 dalla Children's Literature Association, un'associazione che promuove studi sulla letteratura per ragazzi. Il vincitore viene scelto da una commissione eletta dai membri dell'associazione, tra una rosa di nomi proposta da membri e non dell'associazione. Nel 1989 sono stati istituiti anche gli Honor Book.
Il nome del premio ricorda il mitico uccello della fenice, che risorse dalle sue ceneri, e indica la volontà di riportare alla luce libri mai premiati.

## Lista dei vincitori e degliHonor Book
- 2024: Uma Krishnaswami, Naming Maya
  - Honor Book: Kenneth Oppel, Airborn
  - Honor Book: Jacqueline Woodson, Behind You
- 2023: Tim Tingle, Walking the Choctaw Road
  - Honor Book: Richard Maurer, The Wright Sister: Katharine Wright and Her Famous Brothers
- 2022[1]: Julie Otsuka, Quando l'imperatore era un dio (When the Emperor was Divine)
  - Honor Book: Linda Sue Park, When My Name Was Keoko
- 2021: Alyssa Brugman, Finding Grace
  - Honor Book: Tony Johnston, Any Small Goodness
  - Honor Book: Cris Crutcher, Whale Talk
- 2020: Carolyn Coman, Many Stones
  - Honor Book: Walter Dean Myers, 145th Street: Short Stories
- 2019: Louise Erdrich, La casa di betulla (The Birchbark House)
  - Honor Book: Connie Porter, Imani All Mine
- 2018: Elizabeth Partridge, Restless Spirit: The Life and Work of Dorothea Lange
  - Nessun Honor Books assegnato
- 2017: James Heneghan, Wish Me Luck
  - Honor Book: Paul Fleischman, Seedfolks
  - Honor Book: Naomi Shihab Nye, Habibi
- 2016: Andrew Clements, Drilla (Frindle)
  - Nessun Honor Books assegnato
- 2015: Kyoko Mori, One Bird
  - Nessun Honor Books assegnato
- 2014: Gary Soto, Chicano (Jesse)
  - Honor Book: Graham Salisbury, Under the Blood-red Sun
- 2013: Gaye Hiçyilmaz, La cascata di ghiaccio (The Frozen Waterfall)
  - Honor Book: Walter Dean Myers, Malcolm X: By Any Means Necessary
- 2012: Karen Hesse, Rifka va in America (Letters from Rifka)
  - Honor Book: Michael Dorris, Morning Girl
  - Honor Book: Frances Temple, Taste of Salt: A Story of Modern Haiti
- 2011: Virginia Euwer Wolff, La ragazza col violino (The Mozart Season)
  - Honor Book: Mary Downing Hahn, Luna di miele in cinque (Stepping on the Cracks)
  - Honor Book: Eloise McGraw, The Striped Ships
- 2010: Rosemary Sutcliff, The Shining Company
  - Nessun Honor Books assegnato
- 2009: Francesca Lia Block, L'amore è un angelo pericoloso (Weetzie Bat)
  - Honor Book: Sylvia Cassedy, Lucie Babbidge’s House
- 2008: Peter Dickinson, Eva
  - Honor Book: Jane Yolen, The Devil's Arithmetic
- 2007: Margaret Mahy, Memory
  - Honor Book: Sheila Gordon, Aspettando la pioggia (Waiting for the Rain)
- 2006: Diana Wynne Jones, Il castello errante di Howl
  - Honor Book: Margaret Mahy, L'esperimento di E. Carnival (The Tricksters)
  - Honor Book: Philip Pullman, L'ombra del nord (The Shadow in the Plate)
- 2005: Margaret Mahy, The Catalogue of the Universe
  - Honor Book: Diana Wynne Jones, Fuoco e cicuta (Fire and Hemlock)
- 2004: Berlie Doherty, White Peak Farm
  - Honor Book: Brian Doyle, Il ragazzo invisibile: Canada, 1945: chi è l'Ombra? (Angel Square)
- 2003: Ivan Southall, The Long Night Watch
  - Honor Book: Cynthia Voigt, A Solitary Blue
- 2002: Zibby Oneal, A Formal Feeling
  - Honor Book: Clayton Bess, Story for a Black Night
- 2001: Peter Dickinson, The Seventh Raven
  - Honor Book: Kathryn Lasky, The Night Journey
- 2000: Monica Hughes, Keeper of the Isis Light
  - Honor Book: Jane Langton, The Fledgling
- 1999: E. L. Konigsburg, Throwing Shadows
  - Honor Book: Rosa Guy, The Disappearance
  - Honor Book: Ouida Sebestyen, Words by Heart
- 1998: Jill Paton Walsh, A Chance Child
  - Honor Book: Robin McKinley, Beauty
  - Honor Book: Doris Orgel, The Devil in Vienna
- 1997: Robert Cormier, Testimone pericoloso (I Am the Cheese)
  - Honor Book: no award given
- 1996: Alan Garner, The Stone Book
  - Honor Book: William Steig, L'isola di Abelardo (Abel's Island)
- 1995: Laurence Yep, Dragonwings
  - Honor Book: Natalie Babbitt, La fonte magica (Tuck everlasting)
- 1994: Katherine Paterson, Il pianto degli usignoli (Of Nightingales that Weep)
  - Honor Book: James Lincoln Collier and Christopher Collier, My Brother Sam is Dead
  - Honor Book: Sharon Bell Mathis, Listen for the Fig Tree
- 1993: Nina Bawden, Tempo di guerra  (Carrie's War)
  - Honor Book: E. L. Konigsburg, A Proud Taste for Scarlet and Miniver
- 1992: Mollie Hunter, A Sound of Chariots
- 1991: Jane Gardam, A Long Way from Verona
  - Honor Book: William Mayne, A Game of Dark
  - Honor Book: Ursula K. Le Guin, Le tombe di Atuan (The Tombs of Atuan)
- 1990: Sylvia Engdahl, Enchantress from the Stars
  - Honor Book: William Mayne, Ravensgill
  - Honor Book: Scott O'Dell, Sing Down the Moon
- 1989: Helen Cresswell, The Night-Watchmen
  - Honor Book: Milton Meltzer, Brother Can You Spare a Dime?
  - Honor Book: Adrienne Richard, Pistol
- 1988: Erik Christian Haugaard, The Rider and his Horse
- 1987: Leon Garfield, Smith, uno strano ladro nella strana Londra (Smith)
- 1986: Robert J. Burch, Queenie Peavy
- 1985: Rosemary Sutcliff, The Mark of the Horse Lord